# Greatest Hits II
Greatest Hits II — второй сборник хитов британской группы Queen. Был выпущен 28 октября 1991 года, за месяц до смерти Фредди Меркьюри.

## Об альбоме
Сборник содержит большинство хитов Queen с 1981 по 1991 годы (за исключением "These Are the Days of Our Lives" и "Las Palabras De Amor(The Words Of Love"). Greatest Hits II был выпущен менее чем за месяц до смерти вокалиста Фредди Меркьюри и стал последним релизом Queen, когда он был еще жив. Изначально альбом не был доступен в США, а позже был заменен его аналогом Classic Queen в начале 1992 года. Позже Greatest Hits II был выпущен в США в двух бокс-сетах: Greatest Hits I & II и The Platinum Collection: Greatest Hits. I, II и III. 19 апреля 2011 года Hollywood Records выпустили обновленную версию Greatest Hits II в США и Японии. Это единственный альбом, в котором большинство песен было отредактировано за одну или несколько секунд.
В то же время был выпущен сопутствующий сборник видеоклипов под названием Greatest Flix II, но в настоящее время он не издается. Большинство видео теперь доступно на DVD Greatest Video Hits 2, за исключением видео с альбома 1991 года Innuendo.

## Список композиций
| №                   | Название                                       | Автор(ы)                | Альбом              | Длительность |
| ------------------- | ---------------------------------------------- | ----------------------- | ------------------- | ------------ |
| 1.                  | «A Kind of Magic» (1986)                       | Роджер Тейлор           | A Kind Of Magic     | 4:22         |
| 2.                  | «Under Pressure» (1981)                        | Queen, Дэвид Боуи       | Hot Space           | 3:56         |
| 3.                  | «Radio Ga Ga» (1984)                           | Тейлор                  | The Works           | 5:43         |
| 4.                  | «I Want It All» (single version) (1989)        | Queen (Брайан Мэй)      | The Miracle         | 4:01         |
| 5.                  | «I Want to Break Free» (single version) (1984) | Джон Дикон              | The Works           | 4:18         |
| 6.                  | «Innuendo» (1991)                              | Queen                   | Innuendo            | 6:27         |
| 7.                  | «It's a Hard Life» (1984)                      | Фредди Меркьюри         | The Works           | 4:09         |
| 8.                  | «Breakthru» (1989)                             | Queen (Меркьюри/Тейлор) | The Miracle         | 4:09         |
| 9.                  | «Who Wants to Live Forever» (1986)             | Брайан Мэй              | A Kind Of Magic     | 4:57         |
| 10.                 | «Headlong» (1991)                              | Queen (Мэй)             | Innuendo            | 4:33         |
| 11.                 | «The Miracle» (1989)                           | Queen (Меркьюри)        | The Miracle         | 4:54         |
| 12.                 | «I'm Going Slightly Mad» (1991)                | Queen (Меркьюри)        | Innuendo            | 4:07         |
| 13.                 | «The Invisible Man» (1989)                     | Queen (Тейлор)          | The Miracle         | 3:58         |
| 14.                 | «Hammer to Fall» (1984)                        | Мэй                     | The Works           | 3:40         |
| 15.                 | «Friends Will Be Friends» (1986)               | Меркьюри, Дикон         | A Kind Of Magic     | 4:08         |
| 16.                 | «The Show Must Go On» (1991)                   | Queen (Мэй)             | Innuendo            | 4:23         |
| 17.                 | «One Vision» (1985)                            | Queen                   | A Kind Of Magic     | 4:02         |
| Общая длительность: | Общая длительность:                            | Общая длительность:     | Общая длительность: | 75:57        |

## В записи участвовали
1. Фредди Меркьюри — вокал, бэк-вокал, фортепиано, клавишные
2. Брайан Мэй — гитара, клавишные, бэк-вокал
3. Джон Дикон — бас-гитара, гитара, клавишные
4. Роджер Тейлор — ударные, перкуссия, клавишные

## Позиции в хит-парадах
Годовые чарты:
| Чарт (1991)                        | Позиция |
| ---------------------------------- | ------- |
| Великобритания (OCC)               | 3       |
| Нидерланды (Album Top 100)         | 40      |
| Новая Зеландия (Recorded Music NZ) | 34      |

Декадные чарты:
| Чарт (1990-e)        | Позиция |
| -------------------- | ------- |
| Великобритания (OCC) | 11      |